# 英雄の証明 (2011年の映画)
『英雄の証明』(えいゆうのしょうめい、原題: Coriolanus) は、2011年のイギリス映画。シェイクスピアによる悲劇『コリオレイナス』の舞台を現代に置きかえて描かれた、レイフ・ファインズの監督デビュー作である。

## キャスト
| 役名                     | 俳優                       | 日本語吹替 |
| ------------------------ | -------------------------- | ---------- |
| コリオレイナス           | レイフ・ファインズ         | 田中正彦   |
| タラス・オーフィディアス | ジェラルド・バトラー       | 鳥畑洋人   |
| ヴォラムニア             | ヴァネッサ・レッドグレイヴ | 久保田民絵 |
| メニーニアス             | ブライアン・コックス       | 金子由之   |
| ヴァージリア             | ジェシカ・チャステイン     | 矢島祐果   |
| コミニアス               | ジョン・カニ               |            |
| シシニアス               | ジェームズ・ネスビット     |            |
| ブルータス               | ポール・ジェッソン         |            |
| タモーラ                 | ルブナ・アザバル           |            |
| カシアス                 | アシュラフ・バルフム       |            |

## 製作
撮影は2010年3月17日にセルビアの首都ベオグラード周辺で始まり、5月18日に終わった。
劇中の兵士役エキストラにセルビアの特殊対テロ部隊(SAJ)が出演し、監督主演のレイフ・ファインズも、撮影に際しSAJの訓練に参加した。

## 公開
ワインスタイン・カンパニーは2011年2月11日、映画のアメリカ配給権とアジア地域の有料テレビ放映権を購入したと発表した。3日後、第61回ベルリン国際映画祭のコンペティション外部門で上映され、高い評価を集めた。2011年2月25日、第39回ベオグラード国際映画祭でオープニング作品として上映された。

## 評価
映画のレビューを集積するウェブサイトRotten Tomatoesによると、本作に対するレビュー44件のうち93%が好意的で、評価の平均は7.2/10となる。有力媒体の批評から100点満点の加重平均値を導くMetacriticは13件の批評を基に79という「広く好意的な評価」の値を示している。